# Mura di Tarragona
Le mura di Tarragona sono una struttura difensiva di origine romana che circonda il centro storico della città di Tarragona, nella provincia omonima, della comunità autonoma di Catalogna, in Spagna. Dal 2000 fanno parte di uno dei luoghi del sito Patrimonio dell'umanità denominato Complesso archeologico di Tarraco.

## Storia e caratteristiche
È la costruzione più antica della Tarraco romana. In un primo tempo era una semplice palizzata di legno che aveva come missione quella di proteggere la guarnigione militare.
Venne costruita alla fine del III secolo a.C., anche se gli storici ancora non sono concordi se durante la seconda guerra púnica o successivamente. Furono ampliate nel II secolo a.C., sicuramente durante la costruzione della città romana di Tarraco. Di questa epoca si conservano tre torri originali: quelle dell'Arquebisbe, del Cabiscol e di Minerva.
Tra il 217 e il 197 a.C. vennero ampliate e fortificate portandole a 6 metri di altezza e 4,5 di spessore, con torri nei punti deboli. Nel III secolo a.C. avevano una lunghezza di 4 km. Oggi si sono conservate soltanto per la lunghezza di 1 km ed è rimasta una sola porta.
Dopo l'invasione islamica, Tarraco subì un forte spopolamento e solo dopo l'occupazione di Raimondo Berengario IV, nel XII secolo, le mura vennero riparate e riutilizzate. In epoca moderna e contemporanea sono state più volte modificate, l'ultima delle quali durante l'occupazione napoleonica.
Dalla fine del XIX secolo sono di proprietà pubblica e dal 2000 presenti nel patrimonio dell'umanità e uno dei simboli caratteristici della città di Tarragona.